# Richard Moderhack
Richard Moderhack (* 14. Oktober 1907 in Berlin; † 14. Juli 2010 in Braunschweig) war ein deutscher Historiker und von 1956 bis 1970 Direktor des Stadtarchivs und der Stadtbibliothek Braunschweig.

## Leben
Moderhack entstammt einer brandenburgischen Handwerkerfamilie, sein Vater war Schmied. 1927, nach dem Abitur, begann er mit dem Studium der Geschichte, Germanistik, Anglistik und Philosophie an der Berliner Friedrich-Wilhelm-Universität. 1932 wurde Moderhack über Die ältere Geschichte der Stadt Calau in der Niederlausitz promoviert, war anschließend beim Propyläen Verlag als Korrektor und Redakteur beschäftigt, absolvierte die wissenschaftliche Prüfung für das Lehramt an Gymnasien und wurde ordentliches Mitglied des Instituts für Archivwissenschaft. Im Jahre 1937 wurde er als Mitarbeiter des Brandenburgischen Provinzialverbandes mit der Inventarisierung der Bau- und Kunstdenkmäler beauftragt und war 1941 als Staatsarchivrat am Preußischen Geheimen Staatsarchiv in Berlin-Dahlem tätig. Während des Zweiten Weltkrieges war er von 1940 bis 1945 als Soldat in Frankreich, wo er unter anderem als Übersetzer tätig war, in der Sowjetunion und dem Baltikum, wo er in Kurland schwer verwundet wurde und gegen Kriegsende in englische Kriegsgefangenschaft kam.
Am 1. November 1945 trat Moderhack in Braunschweig eine Stelle am Stadtarchiv und an der Stadtbibliothek an. 1946 war er im Gründungsvorstand des Vereins deutscher Archivare (VdA). 1947 folgte die Mitgliedschaft bei der Historischen Kommission für Niedersachsen und Bremen. Am 1. März 1956 wurde er zum Nachfolger Werner Spieß’ im Amte des Direktors beider Braunschweiger Institutionen ernannt und behielt diese Stellung bis zu seiner Pensionierung 1970. Während dieser Zeit baute er das Stadtarchiv organisatorisch wieder auf und sorgte für die schnelle Rückführung und Wiedereingliederung der kriegsbedingt ausgelagerten Archivbestände Braunschweigs.
1963 gründete er die Arbeitsgemeinschaft niedersächsischer Kommunalarchivare (ANKA), deren Leiter er bis 1970 war. 1964 folgte die Mitgliedschaft in der Familienkundlichen Kommission für Niedersachsen und Bremen sowie angrenzende ostfälische Gebiete. 1966 wurde Moderhack zusätzlich Direktor der Öffentlichen Bücherei Braunschweig. Darüber hinaus ist er Mitglied des Alpenvereins (Sektion Braunschweig) und Ehrenmitglied des Braunschweigischen Geschichtsvereins, dessen Geschäftsführer er siebzehn Jahre lang war.
Mit über 200 wissenschaftlichen Veröffentlichungen, darunter zahlreiche, die erst nach seiner Pensionierung entstanden, gilt Moderhack als produktiver Wissenschaftler und Autor. Seine Bücher gehören zu den Standardwerken über die Geschichte von Stadt und Land Braunschweig.

## Auszeichnungen
- 1970 Verdienstkreuz 1. Klasse des Niedersächsischen Verdienstordens zur Pensionierung
- 1988 Bürgermedaille der Stadt Braunschweig für besondere Verdienste um die Förderung des Wohls der Bürger der Stadt

## Dietrich und Richard Moderhack-Stiftung
Ende 2002 richtete Moderhack eine mit 125.000 Euro ausgestattete Stiftung ein, die seinen Namen trägt und deren Ziel es ist, Forschungsarbeiten zur niedersächsischen Landesgeschichte zu unterstützen. Nutznießer ist die Historische Kommission für Niedersachsen und Bremen, die auch die treuhänderische Verwaltung übernommen hat. Sie ist zusätzlich nach seinem Sohn, dem Chemiker Dietrich Moderhack benannt.

## Veröffentlichungen (Auswahl)
- Die ältere Geschichte der Stadt Calau in der Niederlausitz. Dissertation. 1932, veröffentlicht 1933, DNB 570905877.
- Braunschweigs Stadtgeschichte (= Gerd Spies [Hrsg.]: Braunschweig, das Bild der Stadt in 900 Jahren. Band 1). Städtisches Museum Braunschweig, Braunschweig 1985, DNB 860279367.
- Besucher im alten Braunschweig. 1438–1913. Öffentliche Lebensversicherung Braunschweig, Braunschweig 1992, DNB 921550367.
- Braunschweiger Stadtgeschichte mit Zeittafel und Bibliographie (= Gerd Spies [Hrsg.]: Braunschweig, das Bild der Stadt in 900 Jahren. Band 1). Überarb. Neuauflage. Wagner, Braunschweig 1997, ISBN 3-87884-050-0.
- Hundert Jahre Stadtarchiv und Stadtbibliothek Braunschweig 1861–1961. Waisenhaus-Buchdruckerei und Verlag, Braunschweig 1961, DNB 453415296.

→ Schriftenverzeichnis 1932–2008.

### (Mit-)Herausgeberschaft (Auswahl)
- Brunsvicensia judaica. Gedenkbuch für die jüdischen Mitbürger der Stadt Braunschweig 1933–1945 (= Braunschweiger Werkstücke. Band 35). Waisenhaus-Buchdruckerei und Verlag, Braunschweig 1966, DNB 456211535 (in der DNB als „Red.“ des Sammelbandes verzeichnet).
- Braunschweigische Landesgeschichte im Überblick (= Braunschweigischer Geschichtsverein [Hrsg.]: Quellen und Forschungen zur Braunschweigischen Geschichte. Band 23). Waisenhaus-Buchdruckerei, Braunschweig 1976, DNB 760507570 (eingeschränkte Vorschau der 3. Auflage, 1979, in der Google-Buchsuche).
- 750 Jahre Rat der Stadt Braunschweig. 1231–1981 (= Arbeitsberichte aus dem Städtischen Museum Braunschweig. Band 39). Braunschweig 1981, DNB 821004646.
- Abriss der älteren Stadtgeschichte und einer Zeittafel. In: Jürgen Mertens: Die Geschichte der Stadt Braunschweig in Karten, Plänen und Ansichten. Hrsg. von der Stadt Braunschweig, Vermessungsamt. Braunschweig 1981, DNB 820198994.
- 23 weitere Veröffentlichungen aus der Reihe Braunschweiger Werkstücke. DNB 012943584.